# 粉河站
粉河站（日语：／ Kokawa eki */?）是位於和歌山縣紀之川市粉河，屬於西日本旅客鐵道（JR西日本）的和歌山線車站。

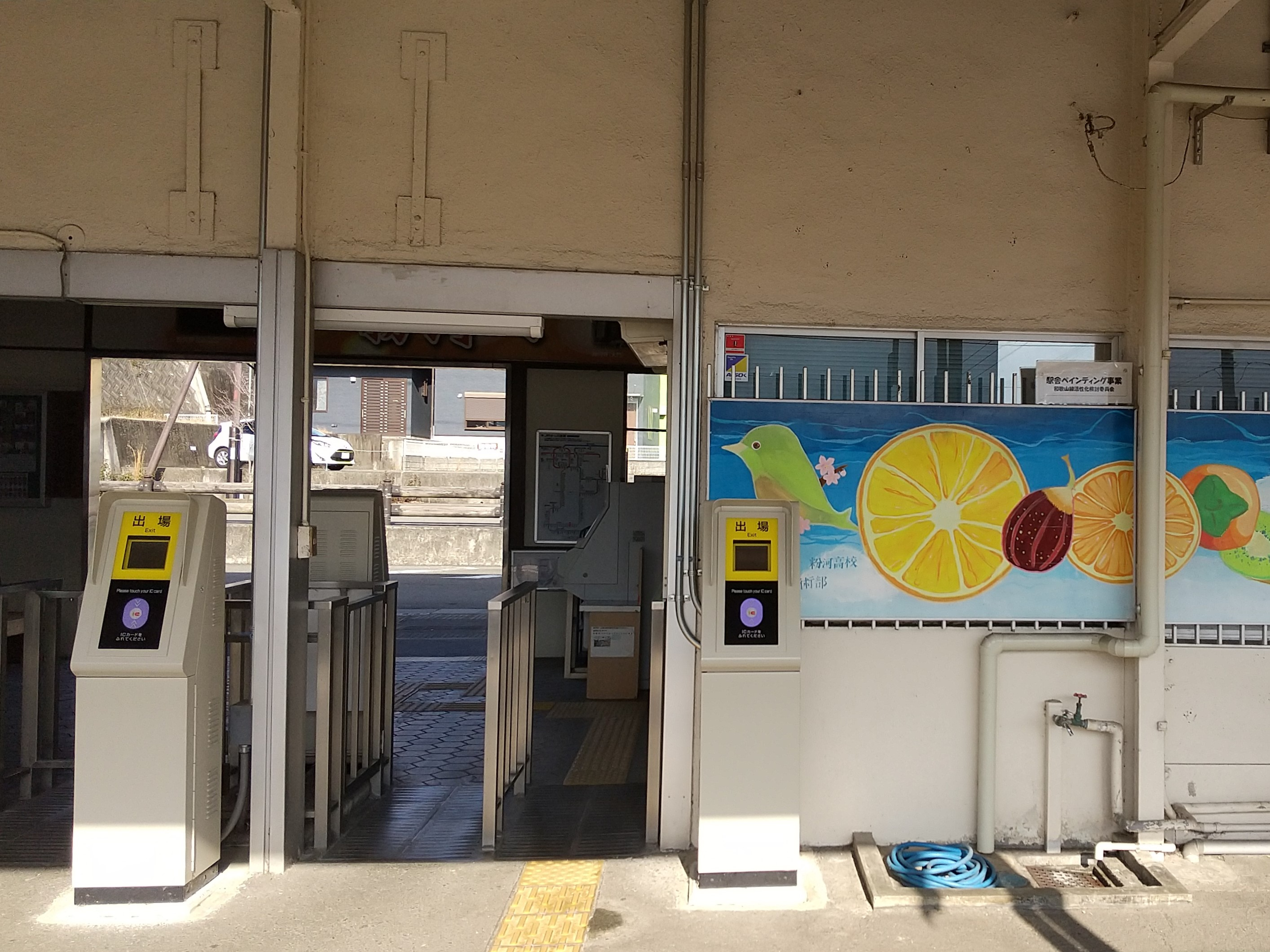
驗票口（2022年12月）

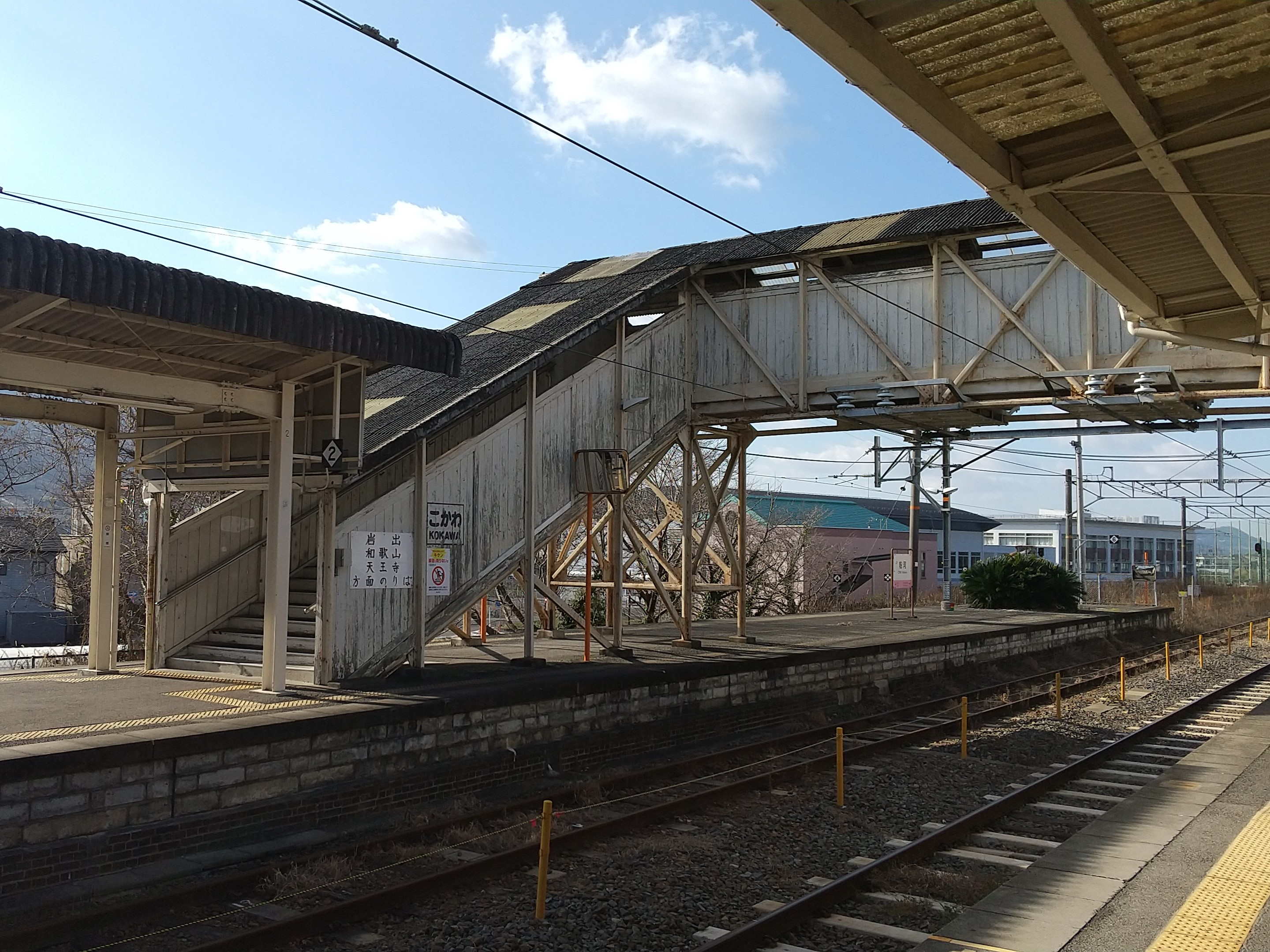
月台（2022年12月）

## 概要
此站是和歌山線運行上的邊界車站，來自和歌山方向的部分列車會在此站折返。每日設有2往返快速列車班次，這些班次從此站起至橋本方向各站停車。此站是紀之川市的代表車站，過去行經和歌山線的急行「紀之川」也曾停靠此站。

## 歷史
當初粉河站計劃建設現時東邊的前田地區。但是由於該處需要進行許多土木工程，因此改為於現地設站。此外，若途經東邊會使車站較接近學校，抵觸了當時的規定，加上影響水利問題，使當地人士表示反對，這個諮詢經過67日後才得到說服。

### 年表
- 1900年（明治33年）
  - 8月24日 - 紀和鐵道（日语：紀和鉄道）船戶站延伸至此站，暫時成為終點車站。此站的前身，粉河臨時停車場啟用[1]。
  - 11月25日 - 紀和鐵道延伸至橋本站，同時粉河站正式啟用（同時粉河臨時停車場廢止）[1]。開始旅客、貨物業務。
- 1904年（明治37年）12月9日 - 南和鐵道路線由關西鐵道繼承，成為關西鐵道車站[1]。
- 1907年（明治40年）10月1日 - 關西鐵道被國有化（日语：鉄道国有法），成為帝國鐵道廳車站[1]。
- 1909年（明治42年）10月12日 - 制定路線名稱，成為和歌山線車站[1]。
- 1987年（昭和62年）4月1日 - 伴隨國鐵分割民營化，車站由西日本旅客鐵道（JR西日本）營運[1][3]。
- 2020年（令和2年）3月14日 - 車站開始可以使用IC卡「ICOCA」[4]。車站內設置了簡易IC卡閘機。

在戰前，阪和電氣鐵道（現時：JR阪和線）與水間鐵道曾經計劃建設鐵路連接此站，但是最終沒有實現。

### 鐵道唱歌
在1900年（明治33年），由大和田建樹作詞的鐵道唱歌第5集（關西、參宮、南海篇）49號歌詞中出現了此站。
。歌詞中的「和歌山」，是指現時的紀和站。而在作詞當時由於橋本還未未開通，因此沒有提及橋本站。

## 車站構造
本站是地面車站，設有1面1線的單式月台和1面2線的島式月台。由混凝土建成的站房位於單式月台側（橋本、五條、高田方向）。各月台之間透過跨線橋連接。
此站是由橋本站管理的業務委托車站，並委托JR西日本Maintec負責車站業務。此站可使用IC卡乘車券「ICOCA」，在驗票口中設有IC卡專用閘機。站內也設有1台可購買磁式定期票的新型輕觸式自動售票機，售票處中則設有POS終端。本站早上和晚間，還有部分日間時段沒有人當值。當在無人當值時段，一人控制列車會在車內結算車費。列車會在此站開啟所有車門。

### 月台
| 月台 | 路線     | 上下行     | 方向                   |
| ---- | -------- | ---------- | ---------------------- |
| 1    | 和歌山線 | 上行       | 橋本、五條方向         |
| 2    | 和歌山線 | 上行、下行 | 橋本、五條、和歌山方向 |
| 3    | 和歌山線 | 下行       | 和歌山方向             |

1號月台是上行本線，3號月台是下行本線，2號月台是上下行共用的待避線（主要是來自和歌山方向的折返列車）。
基本上在下行列車中，來自橋本方向的列車會使用3號月台，於此站折返的列車會使用2號月台，前往橋本方向的下行列車也會使用2號月台。此外，以此站為終點站的深夜列車會停靠在1號月台和3號月台作夜間停泊，翌日早上會行走同一方向的首班列車。

## 使用狀況
以下為1日平均乘車人次：
| 年度   | 1日平均 乘車人次 |
| ------ | ---------------- |
| 1998年 | 1,341            |
| 1999年 | 1,268            |
| 2000年 | 1,191            |
| 2001年 | 1,159            |
| 2002年 | 1,041            |
| 2003年 | 1,026            |
| 2004年 | 1,071            |
| 2005年 | 1,039            |
| 2006年 | 1,064            |
| 2007年 | 1,052            |
| 2008年 | 1,068            |
| 2009年 | 1,007            |
| 2010年 | 1,011            |
| 2011年 | 1,026            |
| 2012年 | 1,066            |
| 2013年 | 1,115            |
| 2014年 | 1,066            |
| 2015年 | 1,107            |
| 2016年 | 1,112            |
| 2017年 | 1,008            |
| 2018年 | 1,000            |

由於車站鄰近縣立高校，因此上下學時段會有許多學生使用。

## 車站周邊
- 粉河寺(西國三十三所第三號札所。步行15分鐘。)
- 紀之川市政廳粉河分所（舊・粉河町（日语：粉河町）公所）
- 粉河故鄉中心
- 和歌山縣立粉河高等學校（日语：和歌山県立粉河高等学校）
- 紀之川市立粉河中學
- 桃谷順天館（日语：桃谷順天館）創業地
- 龍門山（車站南邊。距離登山口步行約1小時，沒有交通工具前往）
- 紀陽銀行（日语：紀陽銀行）粉河分店
- 松源粉河店
- 港南粉河店
- 粉河稅務署
- 粉河商務酒店
- 國道24號

## 巴士路線
- 和歌山巴士那賀（日语：和歌山バス那賀）
  - （特急）粉河熊取線（日语：和歌山バス那賀#（特急）粉河熊取線）：粉河站前 - 熊取站前
  - 紀伊粉河線（日语：和歌山バス那賀#紀伊粉河線）：粉河站前 - 紀伊站前

## 相鄰車站
西日本旅客鐵道（JR西日本）
 和歌山線
■快速（此站往名手方向為各站停車）
名手－粉河－打田
■普通
名手－粉河－紀伊長田

## 注腳
1. 1 2 3 4 5 6 7  曾根悟（監修）. 朝日新聞出版分冊百科編集部（編集） , 编. . 週刊朝日百科. 42号 阪和線・和歌山線・桜井線・湖西線・関西空港線. 朝日新聞出版. 2010-05-16: 20–21 （日语）.
2. ↑  『紀和鉄道沿革史』pp.142 - 143
3. ↑  『交通年鑑 昭和63年版』 交通協力會，1988年3月。
4. ↑   (PDF) (新闻稿). 西日本旅客鉄道和歌山支社. 2019-12-13  [2021-01-08]. （原始内容 (PDF)存档于2021-01-04） （日语）.
5. ↑  《和歌山縣統計年鑑》和《和歌山縣公共交通機關等資料集》

## 外部連結
- 粉河｜車站資訊：JR出門網 - 西日本旅客鐵道（日語）